# Wola (Bartoszyce)
Wola (deutsch Groß Wolla, 1928 bis 1945 Großwallhof) ist ein Ort in der polnischen Woiwodschaft Ermland-Masuren. Er gehört zur Gmina Bartoszyce (Landgemeinde Bartenstein) im Powiat Bartoszycki (Kreis Bartenstein (Ostpr.)).

## Geographische Lage
Wola liegt sechs Kilometer südlich der polnischen Staatsgrenze zur russischen Oblast Kaliningrad (Gebiet Königsberg (Preußen)) im Norden der Woiwodschaft Ermland-Masuren. Bis zur früheren und heute auf russischem Hoheitsgebiet gelegenen Kreisstadt Preußisch Eylau (russisch Bagrationowsk) sind es zehn Kilometer in nordwestlicher Richtung. Die heutige Kreismetropole Bartoszyce (deutsch Bartenstein) liegt neun Kilometer in südöstlicher Richtung entfernt.

## Geschichte
Das damalige Wolle wurde Anfang des 18. Jahrhunderts gegründet und wurde erst nach 1785 Groß Wolla genannt. Bis 1945 war der Ort ein Vorwerk und Wohnplatz zum Gut Beisleiden (polnisch Bezledy) im ostpreußischen Kreis Preußisch Eylau.
Aus politisch-ideologischen Gründen der Abwehr fremdländischer Ortsbezeichnungen erhielt Groß Wolla im Jahre 1938 den Namen „Großwallhof“.
In Kriegsfolge kam Großwallhof 1945 mit dem gesamten südlichen Ostpreußen zu Polen und erhielt die polnische Namensform „Wola“. Heute ist das kleine Dorf eine Ortschaft innerhalb der Landgemeinde Gmina Bartoszyce (Bartenstein) im Powiat Bartoszycki (Kreis Bartenstein (Ostpr.)), von 1975 bis 1998 der Woiwodschaft Olsztyn, seither der Woiwodschaft Ermland-Masuren zugehörig.

## Religionen

### Christentum
Bis 1945 war Groß Wolla resp. Großwallhof in die evangelische Kirche Borken (Ostpreußen) (polnisch Borki) in der Kirchenprovinz Ostpreußen der Kirche der Altpreußischen Union, außerdem in die römisch-katholische Kirche Preußisch Eylau (russisch Bagrationowsk) im damaligen Bistum Ermland eingepfarrt.
Heute gehört Wola katholischerseits zur Pfarrei Bezledy (Beisleiden) im jetzigen Erzbistum Ermland, evangelischerseits zur Kirche in Bartoszyce, einer Filialkirche der Johanneskirche in Kętrzyn (Rastenburg) in der Diözese Masuren der Evangelisch-Augsburgischen Kirche in Polen.

## Verkehr
Wola liegt an einer Nebenstraße, die in Bezledy (Beisleiden) von der polnischen Landesstraße 51 (ehemalige deutscher Reichsstraße 128) abzweigt und über Wólka (Klein Wolla, 1938 bis 1945 Kleinwallhof) und Tapilkajmy (Tappelkeim) bis nach Piasek (Sand) an der Woiwodschaftsstraße 512 führt.
Eine Anbindung an den Bahnverkehr besteht nicht.